# ژان بورگو
ژان بورگو (فرانسوی: Jean Bourgoin‎؛ ۴ مارس ۱۹۱۳ – ۳ سپتامبر ۱۹۹۱) فیلم‌بردار اهل فرانسه بود.
وی در سال ۱۹۶۲ برنده جایزه اسکار بهترین فیلم‌برداری شده بود.

## فیلم‌شناسی
- The Time of the Cherries (۱۹۳۸)
- La Marseillaise (۱۹۳۸)
- Cristobal's Gold (۱۹۴۰)
- در مسافرخانه اتفاق افتاد (۱۹۴۳)
- Box of Dreams (۱۹۴۵)
- عدالت اجرا شد (۱۹۵۰)
- Shadow and Light (۱۹۵۱)
- It Happened in Paris (۱۹۵۲)
- We Are All Murderers (۱۹۵۲)
- خانه‌ای روی شن (۱۹۵۲)
- Follow That Man (۱۹۵۳)
- Before the Deluge (۱۹۵۴)
- Black Dossier (۱۹۵۵)
- جحا (۱۹۵۸)
- دایی من (۱۹۵۸)
- اورفه سیاه (۱۹۵۹)
- The Counterfeit Traitor (۱۹۶۲)
- Gigot (۱۹۶۲)
- طولانی‌ترین روز (۱۹۶۲)
- Germinal (۱۹۶۳)
- Impossible on Saturday (۱۹۶۵)